# Mielonka
Mielonka, zwana też konserwą turystyczną – mięsna konserwa, którą można długo przechowywać.

## Historia
W okresie międzywojennym rodzina Hormel zapoczątkowała produkcję konserw mięsnych (mielonek), a jednym z jej produktów była mielonka (ang. luncheon meat). Mielonka dość szybko zyskała popularność, dlatego też Hormel ogłosił konkurs, z nagrodą w wysokości 100 dolarów, na nazwę dla swojego produktu. Wygrała nazwa SPAM, oficjalnie przez firmę Hormel wywodzona początkowo jako akronim (angielskiej) nazwy Shoulder of Pork and hAM, obecnie jako SPiced hAM. Od 1937 roku nazwa SPAM była już jednoznacznie kojarzona z mielonką.
Z czasem nazwa SPAM zyskała różne nieoficjalne, często ironiczne znaczenia i rozwinięcia.
Podczas II wojny światowej mielonka była podstawowym zaopatrzeniem dla wojska oraz ludności cywilnej, bowiem bardzo trudno zdobywało się świeże mięso, a mielonkę zamkniętą w puszce można było dość długo przechowywać, nawet nie posiadając lodówki. Podczas wojny koreańskiej żywiła się nią ludność cywilna. W związku z dużą popularnością mielonki bazowało na niej wiele potraw, m.in. budae jjigae, które serwowane jest do dziś w wielu restauracjach w Korei.
Obecnie mielonka popularna jest na różnorakich rajdach i obozach turystycznych, głównie ze względu na łatwość przechowywania.

## Polska
Do Polski nie dotarł produkt o nazwie SPAM, natomiast na półkach sklepu można znaleźć mielonki o nazwach: konserwy śniadaniowe, biwakowe, turystyczne, tyrolska, familijne, saperskie, a także mielonkę wieprzową, luncheon meat i inne.